# Acitretin

Strukturdiagram av acitretin

Acitrecin är en retinoid som används för behandling av svår psoriasis. Den är besläktad med A-vitamin och tas oralt.